# Christian Carl Peters
Christian Carl Peters (født 26. juli 1822 i Dalover ved Vejle, død 17. september 1899 i Espergærde) var en dansk billedhugger.

## Uddannelse og rejser
Peters er søn af papirmager Carl Peters (1791 – 1822) fra Lauenborg og Anna Margrethe Helene født Lütken (1788 – 1851). Farens arbejdsplads Engelsholms papirfabrik lå i Daldover ved Vejle. Da faderen døde kort efter Peters' fødsel, blev drengen, tre år gammel, plejesøn hos sin morbror, klokker O.D. Lütken i Odense, hvor han besøgte katedralskolen til sin konfirmation. Den lyst til tegning, som havde fulgt ham gennem hele opvæksten, bevægede nu plejefaderen til at sende ham til København 1836, for at han kunne blive uddannet ved Kunstakademiet, og få år efter blev han elev hos Herman Wilhelm Bissen. Allerede 1840 udstillede han sit første arbejde, en buste; samtidigt med, at han vandt den mindre sølvmedalje (1845), vakte han opmærksomhed ved en gruppe, Hercules som Barn dræber 2 Slanger, hvilken blev udført i marmor til Kunstforeningen (1849). Den følgende vinter, 1846-47, udførte han så vel en figur for den store sølvmedalje som et konkursarbejde, En Dreng, der spiller Terre, hvilket i 1847 belønnedes med den Neuhausenske Præmie. Om sommeren konkurrerede han til den mindre guldmedalje, men da præmien ikke blev tilkendt ham, foretrak han i 1849 at søge rejsestipendium frem for at konkurrere på ny. Dette (1200 Kr.) opnåede han også, men kom dog på grund af krigsurolighederne, først til at benytte det fra 1850 og var nu udenlands, navnlig i Rom og Neapel til 1852. En 1853 udstillet i Rom udført Favn fik vel flertal, men ikke den kvalificerede majoritet til udstillingsmedaljen. Fra rejsen er også en buste af professor Christian Flor, som i 1854 i marmor fik sin plads i Rødding Folkehøjskole.

## Hovedværker
Peters, som med særlig forståelse jævnligt har benyttet metal, både de ædlere metaller og zink eller bronze, har udført en hel række for det meste mindre bronzefigurer, hvoriblandt En dansende Favn, som spiller Fløjte til Statens Museum for Kunst, En dansende Bakkantinde, som Kunstforeningen købte, en række figurer og 12 relieffer i forgyldt bronze til altertavlen i Viborg Domkirke (1876), Diogenes med sin Lygte, som tilhører Studenterforeningen, En dansende Fløjtespillerske (1889), der blev købt til museet i Odense, Søhelten Willemoes og Ahasverus. I overnaturlig størrelse udførte han Neptun og Mercur til Toldbodindkørselen i Esplanaden og tre kirkelige skikkelser, Paulus, Johannes Chrysostomos og Gregor den Store, til Marmorkirkens tag samt fem mytologiske figurer til galleriet i Frederiksborg Slotsgård, hvilke alle støbtes i zink. Af andre store billedstøtter modellerede han i årenes løb blandt andet en siddende Bertel Thorvaldsen i gips, som tilhører udstillingsfonden i Akademiet, Abraham og Isak, en gipsgruppe, som 1863 vandt den eibeschützske præmie, evangelisten Johannes i marmor til Christiansborg Slotskirke, digterne Johannes Ewald og Johan Herman Wessel i marmor til Det Kongelige Teaters foyer, søhelten Willemoes i naturlig størrelse i gips. I relief udførte han en stor frise i gips i Landbohøjskolens forsal, forestillende Husdyrene i deres Forbindelse med Menneskene (1859), Diogenes, som søger Mennesker, ligeledes i gips (tilhører Maribo Stiftsmuseum), en stor fronton af græske guder, udført i glaseret brændt ler med farver til det tekniske selskabs skole i Ahlefeldtsgade, to relieffer i bronze, Handelsvirksomhed og Velgjørenhed, til grosserer Th. Suhrs gravmæle på Gentofte Kirkegaard, Tre Børn, som se Billeder til Vesterbros Asyl. Endelig også en del buster, såsom af Jens Christian Hostrup, lægen H.C. Bendz o. fl.

## Kunsthåndværk
Ved siden af denne rige virksomhed, hvoraf kun en del har kunnet nævnes, har Peters udfoldet en betydningsfuld virksomhed på kunsthåndværkets område. Allerede på sin første studierejse havde Peters fået blikket åbnet for dettes høje standpunkt i oldtiden, navnlig ved flittige studier i Neapels Museer og i Pompeji. Ved flere rejser, dels på ny til Italien, dels til Paris og London, uddannede han sin smag og dygtighed på dette område, og han har skabt en række værker, hvoraf mange, ved siden af den praktiske anvendelse, hvortil de er bestemte, have sandt kunstværd. Deriblandt kan nævnes to store malmarmstager med figurer til Frue Kirke, en bronzekandelaber efter Constantin Hansens tegning til biskop Ditlev Gothard Monrad, bordopsats i sølv og et dekoreret bordservice, som staden København forærede kronprinsparret til dets bryllup 1869, en anden, som skænkedes grev W.C.E. Sponneck, en sølvvase med relieffer til et guldbryllup. Han har udført flere drikkehorn, et mindre i guld, som skænkedes til digteren B.S. Ingemann, et andet i elfenben med motiver af Sigurd Faavnesbanes Saga, der var udstillet i Paris og blev købt af prins Napoleon; endnu et i elfenben med figurer af Frithjofs saga, udstillet 1866 i Stockholm, blev købt der som gave til prins Oscar; endelig et stort drikkehorn i sølv (udstillet 1872), som blev skænket til industriudstillingens formand, grev Ludvig Holstein-Holsteinborg. desuden en mængde dekorative arbejder, dels til Frederiksborg-Lotteriet, dels for sølvvarefabrikant Vilhelm Christensen, deriblandt en stor, tre alen lang borddekoration i oxideret sølv.

## Hæder
Peters var i 1857 blevet agreeret af Kunstakademiet, men da dets forfatning straks efter omordnedes, blev han først dets medlem i 1866; efter Bissens død blev han 1868 professor ved modelskolen og ægtede 13. november samme år Prebia Rasmussen (født 1838), datter af provst Ludvig August Frederik Rasmussen (f. 1808 d. 1889) og Simonine Elisabeth født Ploug (1810 – 1871). I 1870 fik Peters Det anckerske Rejselegat, i 1883 det Treschowske Legat, i 1889 tog han på grund af svagelighed sin afsked som professor og blev udnævnt til etatsråd. 1874 blev han Ridder af Dannebrog og 1887 Dannebrogsmand.
Ligesom Peters i sin ungdom tidlig vakte opmærksomhed ved sit med stor energi gennemførte plastiske genrebillede Hercules som Barn dræber 2 Slanger, således bevarede han under hele sin kunstneriske og kunstindustrielle virksomhed en rolighed og sikkerhed i fremstillingen, på samme tid som han i de emner, han selv valgte, viste snart en lunefuld opfattelse, for eksempel i sine bacchiske figurer eller i sin Diogenes, snart alvorlig fædrelandsk eller kirkelig følelse, som i Willemoes, i de to digtere i teatrets forsal eller i sine apostle og kirkefædre. hvor vanskelig han tilfredsstillede sig selv, kan man se af, at den store billedstøtte af Thorvaldsen, som var modtaget af udstillingsfonden, omarbejdede han 11 år senere (1877) fuldstændig. Med disse egenskaber gjorde han også udmærket fyldest som professor ved modelskolen. Selv efter at han på grund af svagelighed opgav sin lærerstilling, er der udgået friske og livfulde arbejder fra hans hånd.
Han findes portrætteret på Constantin Hansens maleri 1860-64 af den grundlovgivende Rigsforsamling 1848 (Frederiksborgmuseet). Maleri af Lorenz Frølich 1850 og (hos Den Hirschsprungske Samling) 1851. Tegninger af samme 1851 (Frederiksborgmuseet og af Otto Bache (sammesteds) og Axel Kittendorff (sammesteds). Maleri af Otto Bache 1882 (hos udstillingskomiteen på Charlottenborg). Buste af August Saabye 1888 (Frederiksborg og Hirschsprung). Træsnit 1879 efter fotografi.